# 1928年鐵路
此條目列出1928年發生有關鐵路運輸的事件。

## 事件

### 3月
- 3月12日：設立崎頂信號場（今崎頂車站）。

### 4月
- 4月1日：沙頭角支線停運。
- 4月6日：多摩湖線通車。
- 4月10日：高城町站啟用。

### 7月
- 7月10日：新小岩站啟用。

### 11月
- 11月1日：新京阪鐵道線通車。
- 11月2日：小平線通車。
- 11月3日：奈良電氣鐵道線通車，來往桃山御陵前站至西大寺站。
- 11月15日：奈良電氣鐵道線由桃山御陵前站延長至京都站。